# Mia Goller
Mia Goller (* 27. Februar 1978 in Traunstein) ist eine deutsche Politikerin (Bündnis 90/Die Grünen). Sie ist seit 2023 Abgeordnete des Bayerischen Landtages.

## Leben
Goller wuchs auf einem landwirtschaftlichen Betrieb mit Rindfleischproduktion in Oberbayern auf. Nach dem Schulbesuch und der Erlangung der Fachhochschulreife 1997 arbeitete sie kurzzeitig bei der Rosenberger Hochfrequenztechnik. Sie begann 1999 ein Volontariat beim Reichenhaller Tagblatt und war 2002 als Redakteurin für die Zeitung tätig. Von 2003 bis 2013 war sie in Niederbayern als Schnapsbrennerin und als freiberufliche Journalistin tätig, unter anderem für die Passauer Neue Presse das Bayerische Landwirtschaftliche Wochenblatt. Von 2013 bis 2023 war sie Mitarbeiterin bei der bayerischen Landtagsabgeordneten Rosi Steinberger (Bündnis 90/Die Grünen). Seit 2013 betreibt sie in Selbständigkeit ein Büro für landwirtschaftliche Öffentlichkeitsarbeit in Diepoltskirchen.
Mia Goller ist verheiratet und lebt in Falkenberg.

## Politischer Werdegang
Goller ist seit 2011 Mitglied der Grünen. Sie war von 2015 bis 2020 Vorsitzende des Bezirksverbands der Grünen Niederbayern und Vorsitzende des Kreisverbands der Grünen Rottal-Inn. Von 2018 bis 2023 war sie Bezirksrätin des Bezirkstags Niederbayern. Seit 2014 ist sie Kreisrätin des Landkreises Rottal-Inn und seit 2020 Gemeinderätin der Gemeinde Falkenberg.
Bei der Landtagswahl 2023 kandidierte Goller für das Direktmandat im Stimmkreis Rottal-Inn. Sie erreichte mit 7,0 Prozent der Erststimmen den vierten Platz und zog über die Wahlkreisliste Niederbayern in den Bayerischen Landtag ein. Im Landtag ist sie Mitglied des Ausschusses für Ernährung, Landwirtschaft, Forsten und Tourismus und Sprecherin der Grünen-Fraktion für Landwirtschaft und Wald.

## Ehrenämter und Mitgliedschaften
Goller ist Vorstandsmitglied der Tierschutzstiftung Alois Gruber und Vorsitzende der Netzwerkinitiative HeimatUnternehmen zwischen Isar und Inn. Sie ist Vorstand des Frauenbaums Rott-Inn, einem Verein zur Förderung der Gleichstellung von Frauen, und Mitglied im Bund für Umwelt und Naturschutz Deutschland (BUND).